# Matthew Lewis
Matthew Gregory Lewis (Londres, 9 de julio de 1775- océano atlántico, 14 de mayo de 1818) fue un escritor, dramaturgo, terrateniente, alto funcionario del Ministerio de la Guerra y diputado británico.

## Biografía
Conocido por Monk Lewis a raíz de su primera obra, la novela gótica El Monje (1796), ambientada en la Inquisición española y que le hizo popular entre los británicos. 
Hijo de un embajador con varias plantaciones en la Jamaica británica, cursó sus primeras letras en la Westminster School. Posteriormente, se educó en Oxford y recorrió de joven Francia, Alemania, donde quedó atrapado por la obra de Goethe, y Holanda, concretamente en La Haya, de donde tuvo que salir apresudaramente ya que la embajada inglesa fue atacada. Su madre era hija del magistrado Thomas Sewell, y pese a ser condenada "por adulterio", llegaría a ser dama de compañía en Buckingham.
El Monje, de buena acogida entre la mayoría de la población, fue muy criticado por obsceno entre los intelectuales británicos, lo que obligó al autor a dulcificar la segunda edición de 1798, publicada cuando ya era miembro del Parlamento. Es una novela gótica donde se ironiza sobre la hipocresía religiosa. La escribió en tan solo diez semanas. Lord Byron y el Marqués de Sade dieron su visto bueno a la novela en sus correspondientes escritos.
En 1812, tras la muerte de su padre, se hizo cargo de las posesiones de este en Jamaica. Volvió a Inglaterra, y estuvo también ocasionalmente en Suiza, donde coincidió con sus amigos Lord Byron, John William Polidori, Mary Shelley y Percy Shelley, pero no tardó en regresar a sus posesiones. Luego viajó a Jamaica y de vuelta a Europa en 1818 contrajo la fiebre amarilla y murió.
Fruto de su larga estancia en América escribió Diario de un plantador de las Antillas, publicado póstumamente en 1833.
Otras obras destacadas del autor fueron Cuentos de terror, de 1799; Cuentos maravillosos de 1801; y las obras teatrales El espectro del castillo, de 1796; El indio, de 1799 y Alfonso, de 1801. Tradujo a Schiller (Kabale und Liebe, como El ministro) y a Kotzebue, además del romance El bravo de Venecia (1804).
El Monje fue reivindicada por André Breton y Antonin Artaud como la mejor novela gótica y uno de los mayores logros del Romanticismo.